# やまが市街地循環バス
やまが市街地循環バス（やまがしがいちじゅんかんバス）とは、かつて熊本県山鹿市で運行していたコミュニティバスである。

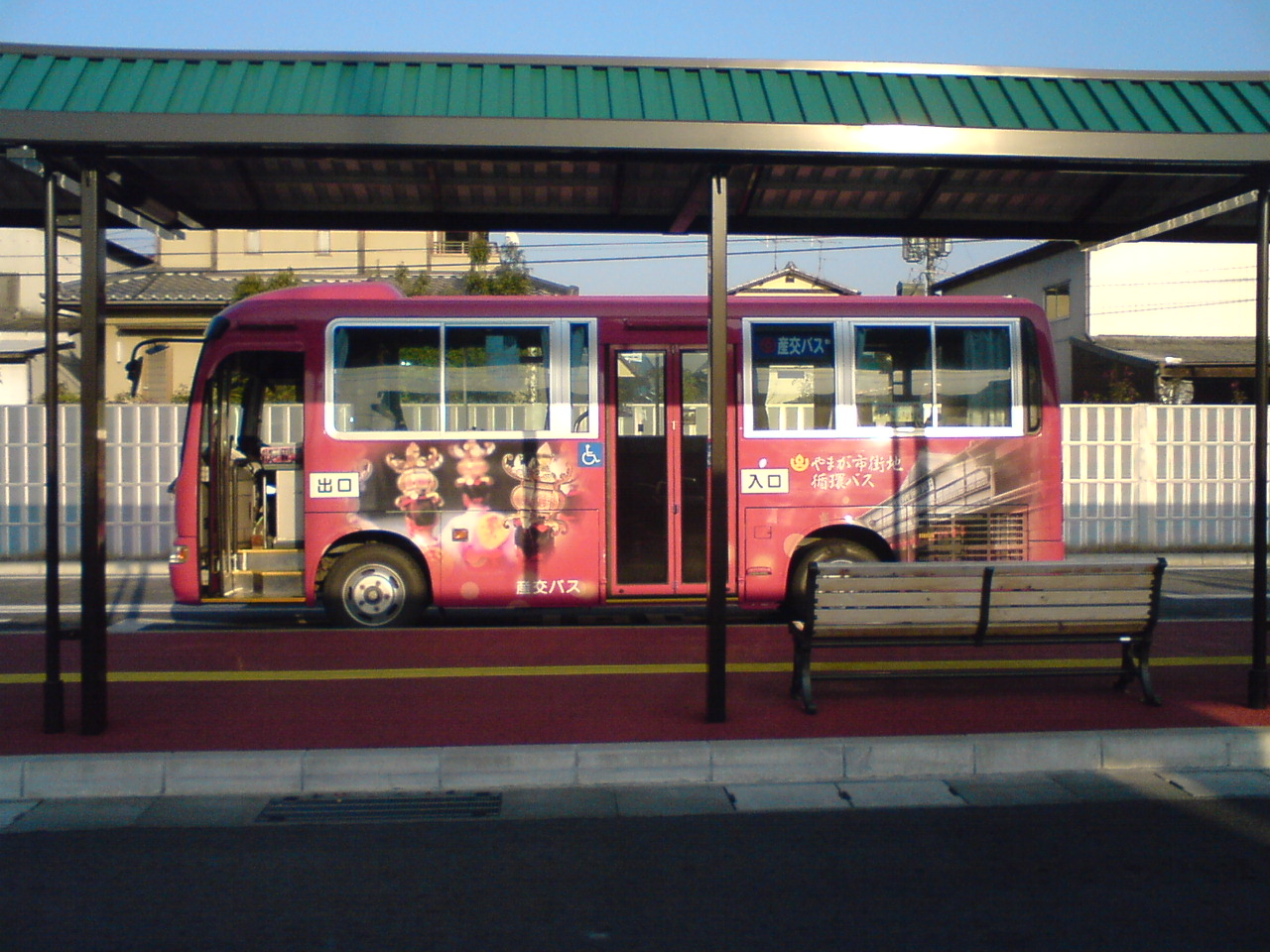
山鹿バスセンターにて

## 概説
右廻り循環4便と左廻り循環4便の2ルート8便からなる。
運行日は平日と土曜日で、日曜祝日と年末年始（12月29日 - 1月3日）は運休である。

### 2009年4月改正
2009年（平成21年）4月1日から左廻り循環が廃止され、右廻り循環7便のみ運行される。 
また、一部運行ルートが変更されるためにバス停の廃止・新設が行われた。

### 2010年10月改正
2009年4月1日に廃止された左廻り循環が設定され、左廻り循環4便、右廻り循環5便運行される。
また、一部運行ルートが変更されるためにバス停の廃止・新設が行われた。

## 沿革
- 2007年12月1日 試験運行開始。（当初は2008年3月31日までの運行予定）
- 2008年4月1日 試験運行延長。
- 2009年
  - 3月31日 試験運行終了。
  - 4月1日 左廻り循環の廃止、運行ルートの一部変更、2010年3月31日まで運行期間を延長。
- 2010年
  - 4月1日 2011年3月31日まで運行期間を延長。
  - 10月1日 左廻り循環の運行再開、運行ルートの一部変更、専用回数券を導入。
- 2014年
  - 7月31日 専用回数券の販売を終了。
  - 9月30日 運行終了[1][2]。

## ルート

### 2009年3月以前
右廻り循環：（平日・土曜日運行/1日4便）
山鹿バスセンター - 西上町 - 熊入温泉西入口 - 八幡Aコープ - 熊入温泉入口 - 熊入四ツ角 - 熊入若宮 - 宮苑入口 - 下吉田公民館前 - 下吉田公園前 - ミカエル山鹿店前 - 東通町 - 山鹿市役所前 - 市役所南入口 - 法務局前 - 市立病院西入口 - 市立病院玄関前 - 原町 - 栗林公民館前 - 栗林北 - 鹿校通一丁目北 - 鹿校通一丁目中央 - 鹿校通二丁目 - 鹿校通三丁目 - 鹿校通四丁目 - 鹿校通公園前 - 鹿本高校東入口 - 保利病院前 - ニコニコドー東山鹿店前 - 十三部 - 鹿本高校入口 - 鹿校通二丁目 - 鹿校通一丁目 - 市立病院玄関前 - 大宮神社前 - もくせい学園入口 - 裁判所前 - 山鹿郵便局前 - 温泉プラザ前 - 昭和町 - 大橋通り - 宗方 - 新町 - 山鹿バスセンター
左廻り循環：（平日・土曜日運行/1日4便）
山鹿バスセンター - 新町 - 宗方 - 大橋通り - 昭和町 - 温泉プラザ前 - 山鹿郵便局前 - 裁判所前 - もくせい学園入口 - 大宮神社前 - 市立病院玄関前 - 鹿校通一丁目 - 鹿校通二丁目 - 鹿本高校入口 - 十三部 - ニコニコドー東山鹿店前 - 保利病院前 - 鹿本高校東入口 - 鹿校通公園前 - 鹿校通四丁目 - 鹿校通三丁目 - 鹿校通二丁目 - 鹿校通一丁目中央 - 鹿校通一丁目北 - 栗林北 - 栗林公民館前 - 原町 - 市立病院玄関前 - 市立病院西入口 - 法務局前 - 市役所南入口 - 山鹿市役所前 - 東通町 - ミカエル山鹿店前 - 下吉田公園前 - 下吉田公民館前 - 宮苑入口 - 熊入若宮 - 熊入四ツ角 - 熊入温泉入口 - 八幡Aコープ - 熊入温泉西入口 - 西上町 - 山鹿バスセンター

### 2009年4月から2010年9月まで
平日・土曜日運行/1日7便
山鹿バスセンター - 西上町 - ゆめマート山鹿店 - 石集会所前 - 熊入三ツ角 - 八幡小学校前 - 熊入温泉郵便局前 - 熊入温泉入口 - 熊入四ツ角 - 熊入若宮 - 宮苑入口 - 下吉田公民館前 - 下吉田公園前 - ミカエル山鹿店前 - 東通町 - 山鹿市役所前 - 市役所南入口 - 法務局前 - 市立病院西入口 - 市立病院玄関前 - 原町 - 栗林公民館前 - 栗林北 - 栗林東 - 鹿校通一丁目北 - 鹿校通一丁目中央 - 鹿校通二丁目 - 健康福祉センター前 - 東中村 - 古閑 - 日の出住宅前 - 上十三部 - 保利病院前 - ゆめマート東山鹿店 - 鹿本高校東入口 - 鹿校通公園前 - 鹿校通四丁目 - 鹿校通三丁目 - もくせい学園入口 - 裁判所前 - 山鹿郵便局前 - 温泉プラザ前 - 下町 - 山鹿バスセンター

### 2010年10月以降
右廻り循環：（平日・土曜日運行/1日5便）
山鹿バスセンター - 西上町 - ゆめマート山鹿店 - 石集会所前 - 熊入三ツ角 - 八幡小学校前 - 熊入温泉郵便局前 - 熊入温泉入口 - 熊入四ツ角 - 熊入若宮 - 宮苑入口 - 下吉田公民館前 - 下吉田公園前 - ミカエル山鹿店前 - 法務局前 - 市役所南入口 - 山鹿郵便局前 - 裁判所前 - 大宮神社前 - 市民医療センター玄関前 - 原町 - 栗林公民館前 - 栗林北 - 栗林東 - まえはら泌尿器科前 - 鹿校通一丁目中央 - 鹿校通二丁目 - 鹿本高校入口 - 十三部 - 保利病院前 - ゆめマート山鹿店 - 鹿本高校東入口 - 鹿校通公園前 - 鹿校通四丁目 - 鹿校通三丁目 - 健康福祉センター前 - 東中村 - 中村 - 菊池川工事事務所前 - 山鹿栄町 - さくら湯前 - 山鹿市役所前 - 八千代座交流館前 - 山鹿バスセンター
左廻り循環：（平日・土曜日運行/1日4便）
山鹿バスセンター - 八千代座交流館前 - 山鹿市役所前 - 温泉プラザ前 - さくら湯前 - 山鹿栄町 - 菊池川工事事務所前 - 中村 - 東中村 - 健康福祉センター前 - 鹿校通三丁目 - 鹿校通四丁目 - 鹿校通公園前 - 鹿本高校東入口  - ゆめマート山鹿店 - 保利病院前 - 十三部 - 鹿本高校入口 - 鹿校通二丁目 - 鹿校通一丁目中央 - まえはら泌尿器科前 - 栗林東 - 栗林北 - 栗林公民館前 - 原町 - 市民医療センター玄関前 - 大宮町 - 大宮神社前 - 裁判所前 - 山鹿郵便局前 - 市役所南入口 - 法務局前 - ミカエル山鹿店前 - 下吉田公園前 - 下吉田公民館前 - 宮苑入口 - 熊入若宮 - 熊入四ツ角 - 熊入温泉入口 - 熊入温泉郵便局前 - 八幡小学校前 - 熊入三ツ角 - 石集会所前 - ゆめマート山鹿店 - 西上町 - 山鹿バスセンター
（大文字は新設バス停である。）

## 運賃・運行会社
- 運行は産交バスに委託していた。
- 運賃は、1乗車につき200円/小学生および身体障害者手帳の交付者は100円の均一運賃であった。
- 民間路線バスの各種カードや定期券、回数券（TO熊カード・SUNQパス・各社共通1日乗車券「わくわく1dayパス」熊本県内版）などは使用不可だった。
- 2012年10月1日よりやまが市街地循環バス専用回数券が発売開始したが、2014年9月30日の運行終了に伴い、同年7月31日をもって販売を終了、払い戻しは同年11月30日まで九州産交バス山鹿営業所（山鹿バスセンター ）にて行われた。なお未使用枚数が4枚以下の場合は払い戻しできなかった。

## 車両
- 日野リエッセ（赤色・八千代座などが描かれている）